# Ronja Räubertochter (Fernsehserie, 2024)
Ronja Räubertochter ist eine schwedische Fernsehserie, die auf dem gleichnamigen Roman von Astrid Lindgren basiert. Die erste Staffel erschien 2024, die zweite 2025.
Die Serie hält sich eng an die Buchvorlage sowie an die Verfilmung von 1984, fügt aber Nebenhandlungen und Hintergrundgeschichten hinzu.

## Handlung

### Staffel 1
In einer stürmischen Nacht wird Ronja als Tochter des Räuberhauptmanns Mattis und seiner Frau Lovis geboren. In derselben Nacht teilt ein Blitzeinschlag ihren Wohnort, die Mattisburg, in zwei Hälften. Ronja wächst behütet und sicher, aber einsam in der Mattisburg auf. Sie sehnt sich nach Abenteuern und der Gesellschaft anderer Kinder. Als sie alt genug ist, lassen Mattis und Lovis sie aus der Burg, um den Wald kennenzulernen. Ronja unternimmt lange Erkundungsgänge im Wald und trifft dabei auf gefährliche Wesen wie Graugnome und Wilddruden, auf die harmlosen und freundlichen Rumpelwichte und allerlei Tiere und verbringt dort einen glücklichen Sommer.
Eines Tages zieht die verfeindete Räuberbande um den Hauptmann Borka in den anderen Teil der Burg, den sie von da an Borkafeste nennen. Bei ihren Streifzügen im Wald trifft Ronja auf Birk, Borkas Sohn. Ronja, die Mattis’ Feindseligkeit gegenüber der Borka-Bande verinnerlicht hat, ist erst abweisend. Mit der Zeit lernen die Kinder einander besser kennen und freunden sich an. Nachdem sie jeweils einander das Leben gerettet haben, betrachten sie einander als Bruder und Schwester.
Derweil wächst im nahegelegenen Dorf die Wut auf die Räuberbanden. Wegen der häufigen Überfälle auf den Straßen beginnen Händler, das Dorf zu meiden, wodurch Waren knapp zu werden drohen. Der korrupte Landvogt versucht nur zum Schein, der Lage Herr zu werden. Tatsächlich ist er mit den Räuberbanden im Bunde und lässt sie gegen Bestechungszahlungen gewähren. Daher werden die Söldnerin Cappa und ihre Schwester Smavis angeheuert, um den Überfällen durch die Banden ein Ende zu setzen. Cappa verbindet mit dem Dorf eine Geschichte, und ihre persönlichen Gründe, die Räuberbanden zu verfolgen, werden nach und nach enthüllt: Sie und Smavis haben als Kinder in diesem Dorf gelebt, bis ein Räuber, der Mattis’ Vater war, ihre Eltern tötete.
Im Dorf wird ein junger Mann namens Tjegge festgenommen, der aus der Not heraus Lebensmittel gestohlen hat. Er wird an den Pranger gestellt und soll aus dem Dorf verbannt werden. Mattis’ Räuber gewinnen ihn für ihre Bande und nehmen ihn in die Mattisburg auf. Zuvor hat jedoch auch Cappa eine Abmachung mit Tjegge getroffen und nutzt ihn unter Erpressung als ihren Spion in der Mattisburg. Sie verlangt von ihm, dass er helfen soll, Ronja zu entführen, sodass sie Mattis erpressen kann. Tjegge weigert sich zunächst.
Als der Winter kommt, ist Ronja wieder an die Mattisburg gebunden. Sie vermisst ihre Ausflüge in den Wald und das Zusammensein mit Birk. Während die Mattisburg gut mit Vorräten ausgestattet ist, gehen in der Borkafeste die Vorräte schnell zur Neige. Ronja entdeckt einen Tunnel in den unterirdischen Gewölben der Burg. Sie erfährt, dass Mattis und Borka diesen Tunnel als Kinder genutzt haben und dass sie damals eine enge Freundschaft verband, bis ein Verrat sie entzweite. Ronja legt den eingestürzten Tunnel frei und nutzt ihn, um sich mit Birk zu treffen. Sie versorgt Birk mit Vorräten, mit denen auch die Borka-Räuber gut über den Winter kommen. Im Frühling können sich die Kinder wieder im Wald treffen.
Als Mattis feststellt, dass Vorräte gestohlen wurden, verdächtigt er Tjegge, den Neuzugang in der Räuberbande. Ronja plagen Gewissensbisse, aber da sie den Zorn ihres Vaters fürchtet, behält sie ihr Geheimnis für sich. Mattis wirft Tjegge aus der Burg. Daraufhin ist Tjegge nun bereit, Ronja auszuliefern. Die erste Staffel endet damit, dass Tjegge Ronja an einen mit Cappa verabredeten Ort im Wald lockt.

## Synchronisation
Die deutsche Synchronfassung entstand bei der EuroSync in Berlin, nach einem Dialogbuch und unter der Dialogregie von Christian Gundlach.
| Rolle               | Besetzung                   | Synchronisation       |
| ------------------- | --------------------------- | --------------------- |
| Ronja Räubertochter | Kerstin Linden              | Asya Tolaz            |
| Mattis              | Christopher Wagelin         | Thomas Schmuckert     |
| Lovis               | Krista Kosonen              | Gundi Eberhard        |
| Glatzen-Per         | Johan Ulveson               | Axel Lutter           |
| Birk Borkason       | Jack Bergenholtz Henriksson | Toni Wegewitz         |
| Borka               | Sverrir Gudnason            |                       |
| Undis               | Maria Nohra                 |                       |
| Tjegge              | Lancelot Ncube              | Jannik Endemann       |
| Cappa               | Vera Vitali                 |                       |
| Smavis              | Agnes Rase                  | Janina Isabell Batoly |

## Veröffentlichung
In Schweden erschien die erste Staffel am 28. März 2024. Die deutsche Fassung wurde erstmals zu Weihnachten 2024 in der ARD ausgestrahlt. Die zweite Staffel war in Deutschland am Ostersonntag und -montag, dem 20. und 21.  April 2025 zu sehen.